# Laternaria nigrirostris
Laternaria nigrirostris är en insektsart som beskrevs av Walker 1858. Laternaria nigrirostris ingår i släktet Laternaria och familjen lyktstritar. Inga underarter finns listade i Catalogue of Life.